# Codula conspecta
Codula conspecta är en tvåvingeart som beskrevs av Clements 1985. Codula conspecta ingår i släktet Codula och familjen rovflugor. Inga underarter finns listade i Catalogue of Life.